# Elisenda Vives
Elisenda Vives, née en 1955, est une diplomate andorrane. Après avoir été ambassadrice d'Andorre au Maroc et en Italie, elle est depuis novembre 2015 la représentante permanente de son pays auprès des Nations unies. Elle est en même temps ambassadrice d'Andorre aux États-Unis, au Canada et au Mexique.

## Biographie

### Jeunesse et formation
Elisenda Vives Balmaña est née en 1955 à Barcelone en Espagne. Elle obtient un diplôme en philosophie et lettres de l'Université autonome de Barcelone, puis elle suit un master en études de genre de l'Université de Barcelone. Elle est également titulaire d'un master en études orientales et d'un diplôme de troisième cycle en politique comparée de l'Université ouverte de Catalogne, ainsi que d'un diplôme de troisième cycle en droit andorran de l'Université d'Andorre ; elle est aussi docteure en histoire de l'Université autonome de Barcelone.

### Carrière
Elisenda Vives est d'abord professeur de géographie et d'histoire, puis elle travaille pour le ministère des Affaires étrangères de la principauté de 1992 à 2001. Elle est ambassadrice d'Andorre en Italie et au Maroc de 2000 à 2001.
Elle devient ensuite chef du protocole et des affaires administratives du Conseil général d'Andorre de 2001 à 2015. Elle est en parallèle présidente de la Commission nationale andorrane pour l'Unesco de 2012 à 2015,.
Elisenda Vives est nommée représentante permanente d'Andorre auprès de l'Organisation des Nations unies par le Premier ministre Antoni Martí le 3 novembre 2015. Le 2 mars 2016, elle est nommée en plus ambassadrice d'Andorre aux États-Unis, au Canada et au Mexique,.
Le 30 novembre 2016, elle établit avec son homologue sri-lankais A. Rohan Perera un protocole commun établissant des relations diplomatiques entre Andorre et le Sri Lanka,.
Elisenda Vives est mariée et parle quatre langues : le catalan, l'espagnol, le français et l'anglais,.